# Frédéric Dagée
Frédéric Dagée (né le 11 décembre 1992 à Montargis) est un ancien athlète français, spécialiste du lancer du poids. Depuis 2021, il détient le record de France du lancer du poids avec la marque de 20,75 m, établie aux championnats de France en plein air d'Angers.

## Biographie
En mars 2014, à Leiria au Portugal, il remporte en catégorie espoirs le concours du lancer du poids de la coupe d'Europe hivernale des lancers et porte son record personnel à 19,05 m. 
Le 25 juin 2016, il est sacré champion de France avec un jet à 19,21 m. 
Le 28 janvier 2017, Frédéric Dagée signe une nouvelle performance de haut niveau avec sa nouvelle technique en rotation : 19,98 m en salle. C'est le record du Stadium Stéphane-Diagana (Lyon). Il se qualifie ce jour-là pour les championnats d'Europe en salle.
Le 12 janvier 2018, il réalise un jet à 20,36 m lors d'une compétition en salle à Nice, ce qui constitue alors sa meilleure performance.
Le 26 juin 2021, aux championnats de France en plein air d'Angers, il établit un nouveau record de France du lancer du poids en lançant à son dernier essai à 20,75 m, soit trois centimètres de mieux que l'ancienne marque réalisée par Yves Niaré en 2008. Il bat par la même occasion son record personnel de près de 40 centimètres.
Le 3 septembre 2022, Frédéric Dagée annonce qu'il met un terme à sa carrière sportive, à l'âge de 29 ans.
Il reprend sa carrière en 2023 et remporte le titre de champion de France du lancer du poids le 17 Février 2024 à Miramas.

## Palmarès

### International
| Date | Compétition                             | Lieu      | Résultat | Marque  |
| ---- | --------------------------------------- | --------- | -------- | ------- |
| 2010 | Championnats du monde juniors           | Moncton   | 8e       | 18,49 m |
| 2011 | Championnats d'Europe juniors           | Tallinn   | 6e       | 19,53 m |
| 2013 | Jeux de la Francophonie                 | Nice      | 8e       | 17,08 m |
| 2014 | Coupe d'Europe hivernale des lancers    | Leiria    | 1er      | 19,05 m |
| 2014 | Championnats de la Méditerranée espoirs | Aubagne   | 3e       | 18,22 m |
| 2017 | Championnats d'Europe par équipes       | Lille     | 4e       | 20,04 m |
| 2018 | Coupe du monde                          | Londres   | 5e       | 19,62 m |
| 2019 | Championnats d'Europe par équipes       | Bydgoszcz | 3e       | 20,03 m |
| 2022 | Coupe d'Europe des lancers              | Leiria    | 8e       | 19,58 m |

### National
| Championnat | Place | Hauteur | Lieu              | Date              |
| ----------- | ----- | ------- | ----------------- | ----------------- |
| CF 2011     | 3e    | 17,92 m | Albi              | 29 juillet 2011   |
| CF 2012     | 5e    | 17,68 m | Angers            | 16 juin 2012      |
| CF 2013     | 3e    | 18,30 m | Paris             | 13 juillet 2013   |
| CF 2014     | 3e    | 18,50 m | Reims             | 13 juillet 2014   |
| CF 2015     | 2e    | 19,36 m | Villeneuve-d'Ascq | 11 juillet 2015   |
| CF 2016     | 1er   | 19,21 m | Angers            | 25 juin 2016      |
| CF 2017     | 1er   | 19,70 m | Marseille         | 15 juillet 2017   |
| CF 2018     | 1er   | 20,01 m | Albi              | 8 juillet 2018    |
| CF 2019     | 1er   | 19,69 m | Saint-Étienne     | 28 juillet 2019   |
| CF 2020     | 1er   | 19,74 m | Albi              | 12 septembre 2020 |
| CF 2021     | 1er   | 20,75 m | Angers            | 26 juin 2021      |
| CF 2022     | 1er   | 19,58 m | Caen              | 26 juin 2022      |
| CF 2024     | 3e    | 19,05 m | Angers            | 29 juin 2024      |
| CF 2025     | 1er   | 19,44 m | Talence           | 3 août 2025       |

| Championnat | Place | Distance | Lieu     | Date            |
| ----------- | ----- | -------- | -------- | --------------- |
| CF 2011     | 6e    | 17,40 m  | Aubière  | 20 février 2011 |
| CF 2012     | NC    | —        | Aubière  | 25 février 2012 |
| CF 2013     | 3e    | 18,18 m  | Aubière  | 16 février 2013 |
| CF 2014     | 2e    | 19,04 m  | Bordeaux | 22 février 2014 |
| CF 2015     | 3e    | 19,74 m  | Aubière  | 21 février 2015 |
| CF 2016     | 2e    | 19,27 m  | Aubière  | 27 février 2016 |
| CF 2017     | 1er   | 19,66 m  | Bordeaux | 18 février 2017 |
| CF 2019     | 1er   | 19,99 m  | Miramas  | 16 février 2019 |
| CF 2020     | 1er   | 19,07 m  | Liévin   | 29 février 2020 |
| CF 2021     | 1er   | 19,39 m  | Miramas  | 20 février 2021 |
| CF 2022     | 1er   | 19,77 m  | Miramas  | 26 février 2022 |
| CF 2024     | 1er   | 19,90 m  | Miramas  | 17 février 2024 |

## Records
| Épreuve         | Épreuve   | Marque  | Lieu   | Date            |
| --------------- | --------- | ------- | ------ | --------------- |
| Lancer du poids | Plein air | 20,75 m | Angers | 26 juin 2021    |
| Lancer du poids | Salle     | 20,36 m | Nice   | 12 janvier 2018 |